# 雷敦 (喬治亞州)
雷敦（英語：Raytown）是位於美國喬治亞州托利弗縣的一個非建制地區。該地的面積和人口皆未知。

## 地理
雷敦的座標為33°45′09″N 82°45′09″W / 33.75250°N 82.75250°W，而該地的平均海拔高度為176米（即577英尺）。